# برايان مورلي
برايان مورلي (بالإنجليزية: Brian Morley)‏ (4 أكتوبر 1960 في المملكة المتحدة - ) هو لاعب كرة قدم بريطاني في مركز الظهير. لعب مع بلاكبيرن روفرز ونادي ترانمير روفرز لكرة القدم ونورثويتش فيكتوريا.

## وصلات خارجية
- برايان مورلي على موقع قاعدة بيانات كرة القدم.إي يو (الإنجليزية)